# Birkenporling
Der Birkenporling (Fomitopsis betulina,
bis 2015 Piptoporus betulinus) ist ein Pilz aus der Familie der Baumschwammverwandten.
Er befällt Birken und lebt in ihnen parasitär.

## Merkmale

### Fruchtkörper
Der Birkenporling bildet einjährige Fruchtkörper, die sich von Juli bis November ausbilden.
Zumeist treten die Fruchtkörper einzeln an Stammpartien auf, seltener auch dachziegelartig oder in Abständen zu vielen übereinander. Die befallenen Partien zeigen äußerlich in der Regel keine weiteren Schäden.
Der Hut des Birkenporlings ist zunächst knollenartig geformt und wächst sich mit der Zeit zu einer unterseits flachen, oberseits kissen- oder nierenförmigen Gestalt aus. Er erreicht eine Breite von bis zu 30 cm und ragt etwa 5–20 cm aus der Borke heraus. Die Dicke des Hutes beträgt dabei ca. 2–7 cm. Die Ansatzstelle am Stamm ist stielartig verschmälert und weist nicht selten einen Buckel nach oben auf. Während die Huthaut zunächst glatt und weißlich-cremefarben ist, wandelt sich ihr Farbton mit fortschreitendem Alter ins Ockerbraune; bisweilen erhält sie durch den Bewuchs mit Algen eine grünliche Färbung. Sie lässt sich abziehen und wird mit der Zeit feldrig rissig. Der Hutrand ist für gewöhnlich regelmäßig nach unten gewölbt, in manchen Fällen auch wellig.
Die Poren auf der Unterseite des Hutes sind jung weiß, mit zunehmendem Alter nehmen sie einen gräulichen Farbton an. Auf einen Millimeter kommen etwa zwei bis vier Poren. Die Röhren des Birkenporlings haben eine Länge von 1–8 mm.

Das Pilzfleisch ist anfangs weiß, saftig und weich, später wird es fester und trockener, mit einer Konsistenz, die an Kork erinnert. Der Geruch ist unbedeutend. Im Geschmack sind Birkenporlinge jedoch mit fortschreitendem Alter zunehmend bitter.
Das Sporenpulver ist weiß.

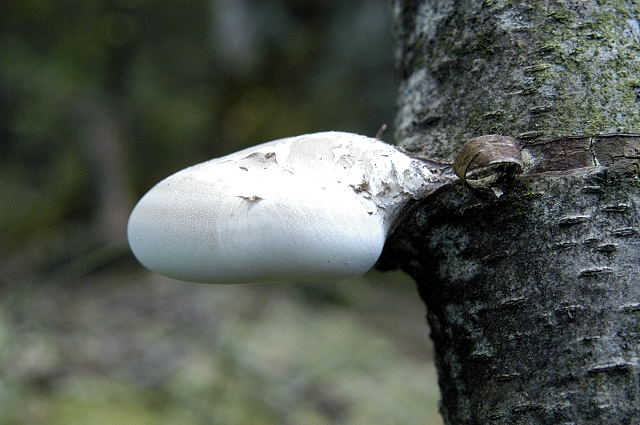
Ein junger Fruchtkörper mit charakteristischer Knollenform und weißer, glatter Huthaut
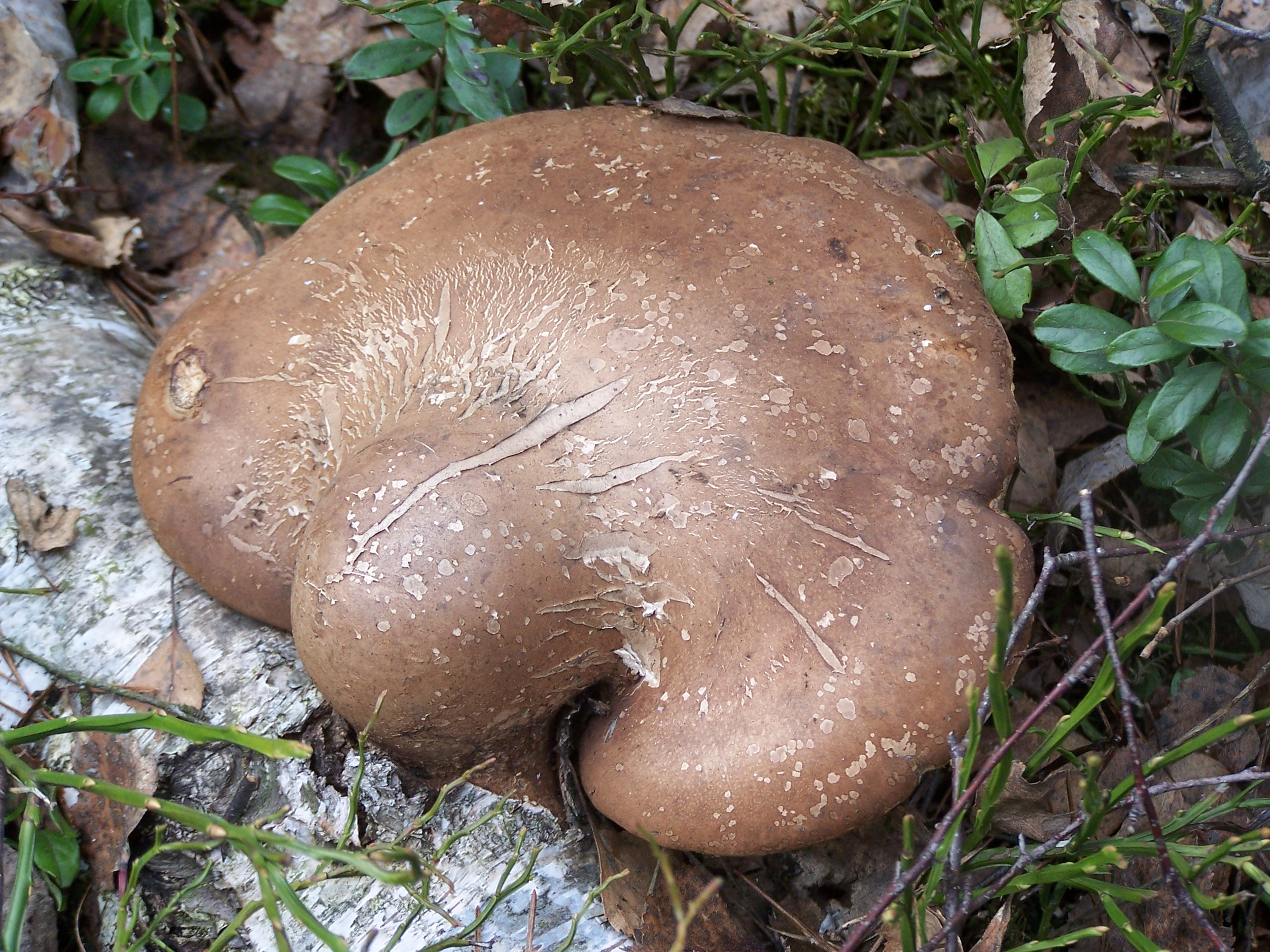
Birkenporling auf einer gefallenen Birke, deutlich sichtbar der Buckel am Hutansatz
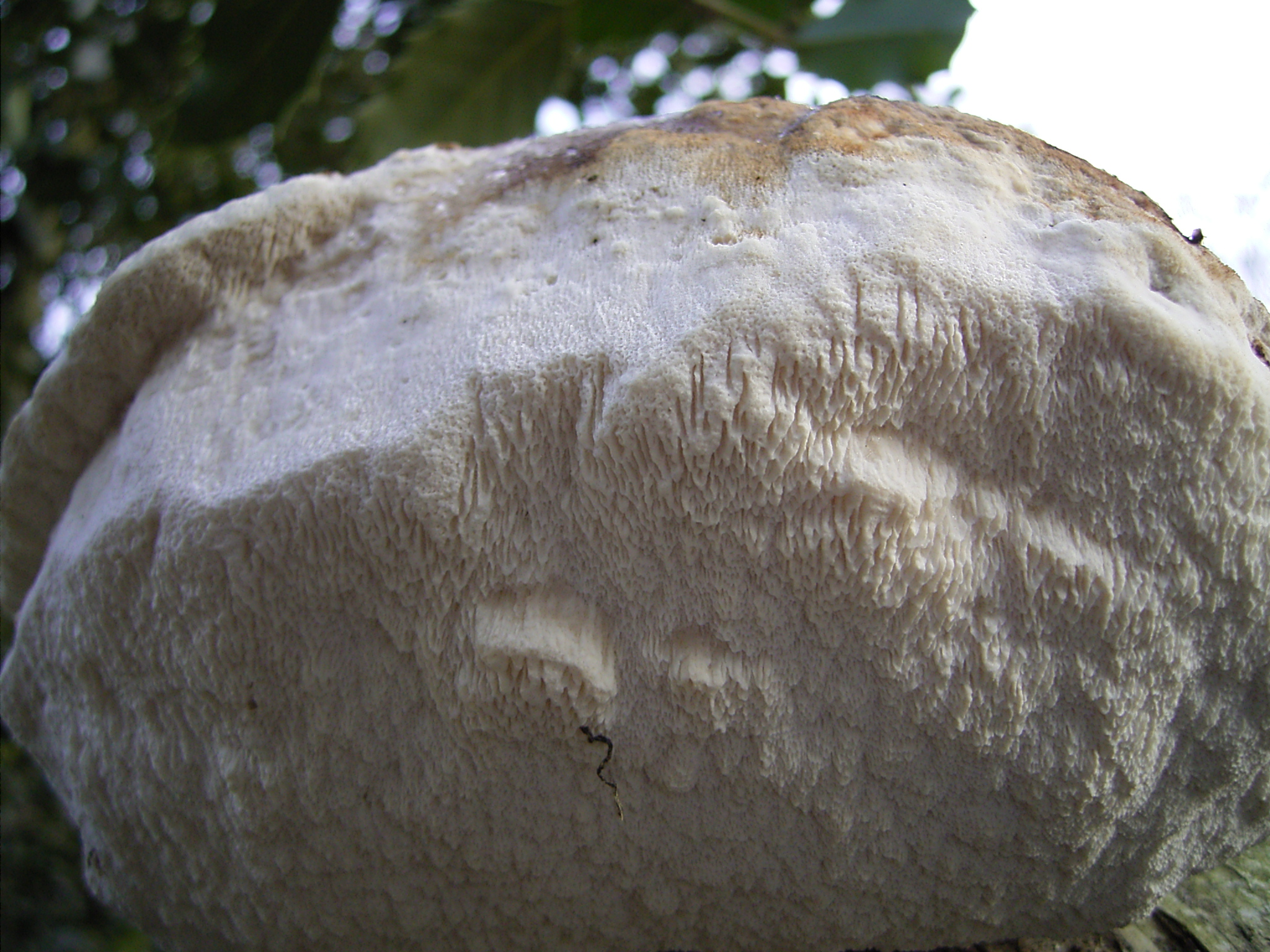
Porenoberfläche eines alten Fruchtkörpers
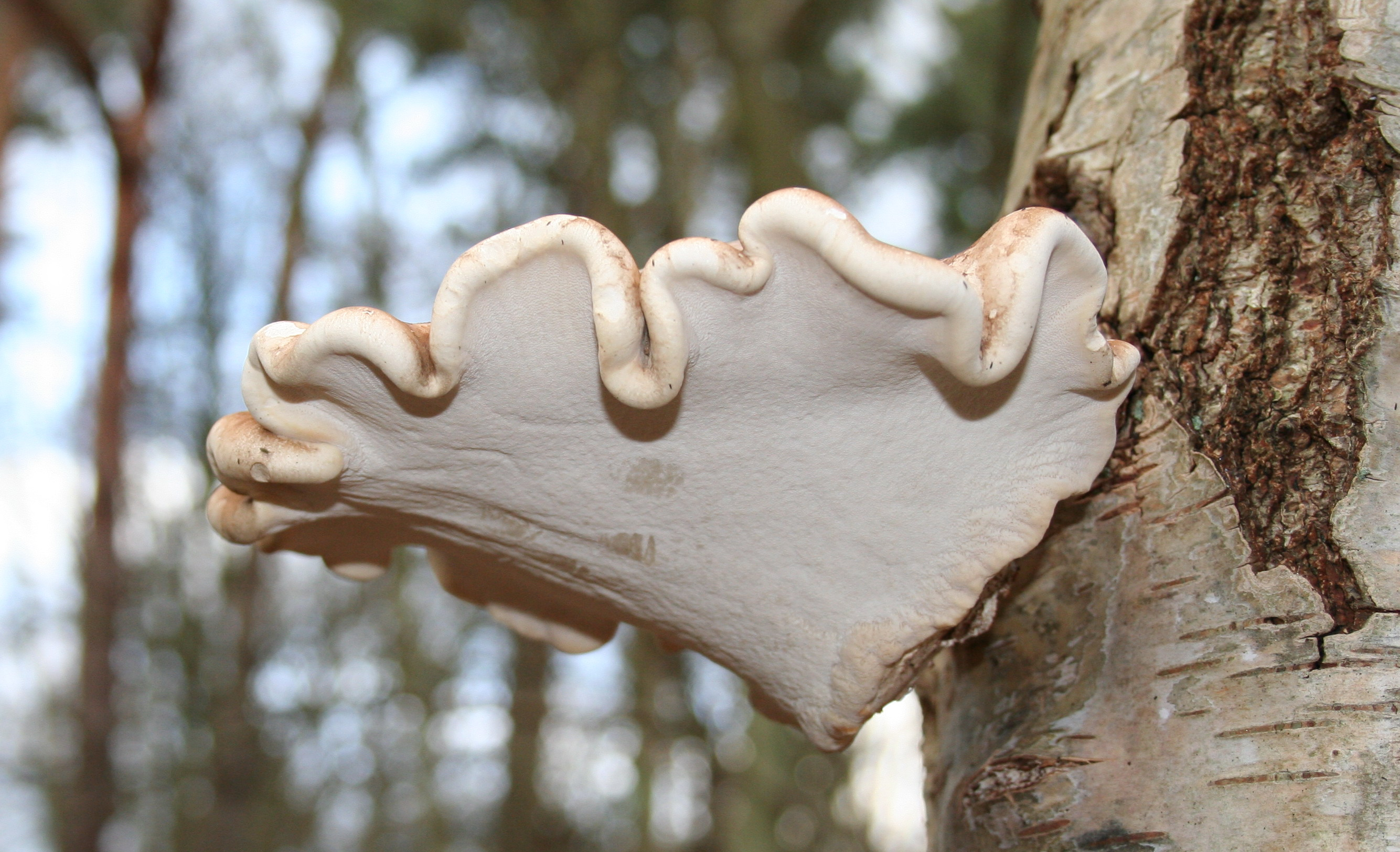
Birkenporling mit gewelltem Rand
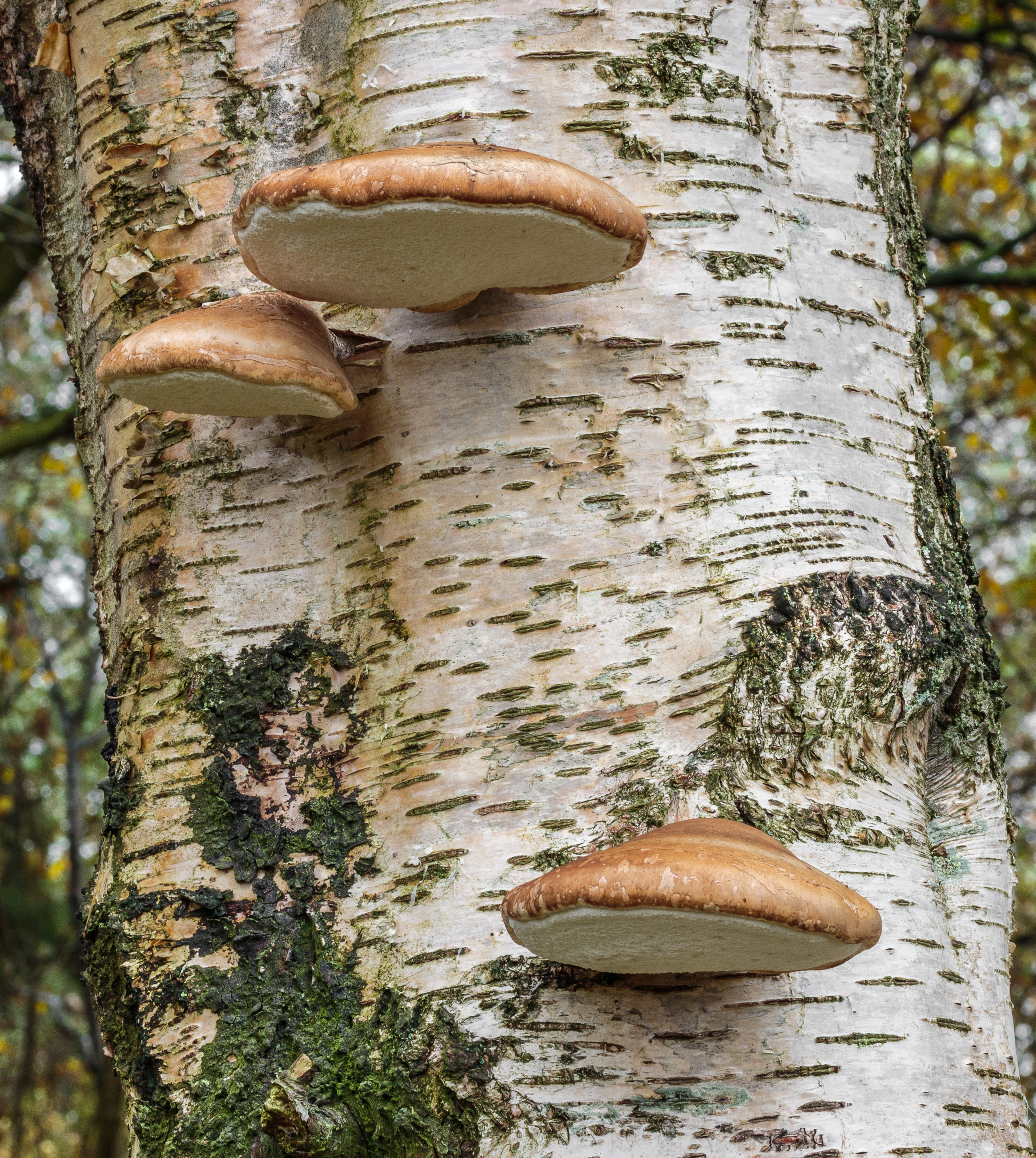
Drei Birkenporlinge auf einem Birkenstamm.

### Mikroskopische Eigenschaften
Die Sporen des Birkenporlings zeigen unter dem Mikroskop ihre wurstartige Form. Sie haben eine Größe von 5–7 × 1,5–2 µm, besitzen eine glatte Oberfläche und sind durchscheinend. Sie sind nicht amyloid, jedoch allantoid (würstchenförmig); sie sitzen je zu zweien oder zu vieren auf den Basidien. Die Trama ist dimitisch, das heißt, sie besteht aus Skelett- und generativen Hyphen. Der Birkenporling hat keine Zystiden.

### Schadbild
Der Birkenporling verursacht in der Birke eine starke Braunfäule. Das Holz des befallenen Baums wird brüchig und verfärbt sich dunkelbraun (Würfelbruch). Zwischen den Bruchlinien des Holzes findet sich das Mycel des Pilzes. Die Folge ist meist Windbruch auf Höhe des Befalls.

## Ökologie und Verbreitung
Der Birkenporling befällt ausschließlich Birken. Für gewöhnlich dringt der Pilz über Abbruchstellen von Zweigen, wo das Xylem freigelegt wurde, in alte, absterbende Bäume ein. Dabei baut er die Zellulose des Baumes ab, was an der Holzsubstanz zu massiven Verlusten führt. Innerhalb von drei Monaten kann der Baum in den befallenen Bereichen so 50–70 % seiner Masse verlieren. Dies ist schwerwiegend, da Birken nur etwa 20 % Masseanteil an Lignin enthalten. Da es sich bei diesen Zahlen jedoch um Labormessungen handelt, kann nicht ohne Weiteres auf die freie Natur geschlossen werden. So wurden in Birkenwäldern auch Exemplare gefunden, die das Holz gefallener Bäume auch nach fünf Jahren noch befielen; die Zersetzung des Holzes lief dementsprechend weit langsamer ab.
Birkenporlinge sind mesophil, d. h., sie bevorzugen eine Temperatur von 25 °C. Ab einer Temperatur von 30 °C stockt ihr Wachstum, das Temperaturminimum für den Wuchs liegt bei etwa 7–9 °C. Dem entspricht folglich auch die Verbreitung des Pilzes: Er findet sich überall in Nordamerika und Eurasien, wo während der Ausbildung seines Fruchtkörpers diese Temperaturen herrschen und ein Bestand an Birken existiert.

Gleichzeitig ist der Birkenporling auch auf den Verbleib der Rinde am Holz angewiesen, da sie den Feuchtigkeitsgehalt des Holzes auch langfristig stabil hält, wobei der Pilz zwischen 35 und 100 % Feuchtigkeitsgehalt benötigt. Zudem enthält sie für den Pilz notwendige Inhaltsstoffe wie Tannine.
Der Birkenporling wird oft von mycetophagen Schädlingen befallen, wobei es sich in der Regel um Insekten und Milben handelt. Dabei wird der Fruchtkörper in den ersten sechs Monaten besonders von Tetratoma fungorum befallen, abgestorbene Pilze werden vorwiegend von Cis bilamellatus zersetzt; bei beiden Arten handelt es sich um Käfer, die sich in erster Linie von Pilzen ernähren. Während letzterer seinen kompletten Lebenszyklus im Fruchtkörper verbringt, verpuppt sich T. fungorum im morschen Holz oder im nahen Erdreich, bevor die Imagines den Pilz befallen.
Alte Fruchtkörper werden oft vom Birkenporling-Kissenpustelpilz besiedelt.

## Systematik
Für den Birkenporling werden keine Unterarten oder Varietäten anerkannt.

## Artabgrenzung
Die Möglichkeit der Verwechslung besteht nur bei jungen Pilzen mit dem Zunderschwamm. Letzterer hat jedoch härtere, gezonte Fruchtkörper, ein hellbraunes Pilzfleisch, und verursacht eine Weißfäule.

## Bedeutung
Der Birkenporling ist ungiftig und zumindest jung essbar, aber mit fortschreitendem Alter jedoch aufgrund seiner zunehmenden Bitterkeit letztlich ungenießbar.
In der Baumpflege ist der Birkenporling ein Indikator für den Verlust der Gesundheit eines Baumes. Da er die Bruchsicherheit erheblich reduziert, müssen befallene Bäume in der Regel gefällt werden.
Bedeutung hatte der Pilz in früherer Zeit vor allem als Arzneimittel. Der in dünne Streifen geschnittene Fruchtkörper wurde als Bandage zur Wundheilung verwendet, unter anderem wegen seiner entzündungshemmenden Inhaltsstoffe. In Skandinavien wurde sein Fruchtfleisch als Scheide für Messer verwendet, um sie vor Rost zu schützen.
Ötzi, eine etwa 5300 Jahre alte Gletschermumie aus der ausgehenden Jungsteinzeit (Neolithikum) oder der Kupferzeit (Chalkolithikum), die beim 3188 m hohen Tisenjoch in den Ötztaler Alpen oberhalb des Niederjochferners gefunden wurde, führte zwei Birkenporlinge mit sich. Während zunächst vermutet wurde, die Pilze hätten möglicherweise Halluzinogene enthalten, stellte sich dies bald als falsch heraus, ebenso die Verwendung als Zunder. Wahrscheinlich trug der Mann die Pilze wegen ihrer antibiotischen Wirkung mit sich. Es wird auch vermutet, dass der Pilz dem Ötzi als Abführmittel zur Vertreibung von Parasiten diente, weil die im Fruchtkörper des Pilzes enthaltene Agaricinsäure für den parasitären Peitschenwurm (Trichuris trichiura) giftig ist.
In jüngerer Zeit gewinnt der Birkenporling wieder an Interesse, da man in Studien die hohe antioxidative Wirkung bestätigen konnte (daher eventuell auch die frühere Verwendung als Messerscheide) sowie antibakterielle und antivirale Wirkung (insbesondere bei Grippestämmen). Auch wurden antitumorale Eigenschaften festgestellt, die zur Zeit weiter untersucht werden.